# Tony Ally
Antonio Pietro „Tony“ Ally, geb. Ali (* 17. August 1973 in Luton) ist ein ehemaliger britischer Wasserspringer. Er startete für den Verein City of Sheffield Diving Club in den Disziplinen 3-m-Kunstspringen und mit Mark Shipman im 3-m-Synchronspringen. Ally wurde 1999 erster britischer Europameister im Wasserspringen, er nahm an drei Olympischen Spielen teil.
Allys erste Olympiateilnahme war im Jahr 1996 in Atlanta. Vom 3-m-Brett erreichte er im Halbfinale Rang 18. 2000 in Sydney erreichte er vom 3-m-Brett das Finale und wurde Zwölfter, im neu eingeführten Synchronspringen wurde er mit Shipman Siebter. 2004 in Athen erreichte er im Einzel vom 3-m-Brett im Halbfinale Rang 15 und wurde mit Shipman im Synchronwettbewerb Fünfter.
Sein größter sportlicher Erfolg gelang Ally bei der Europameisterschaft 1999 in Istanbul. Vom 3-m-Brett wurde er Europameister und gewann damit als erster Brite eine Goldmedaille bei Europameisterschaften. Mit Shipman gewann er zudem im Synchronspringen Bronze. Drei weitere Medaillen gelangen ihm bei den Commonwealth Games, 1998 in Kuala Lumpur Bronze vom 3-m-Brett, 2002 in Manchester im gleichen Wettbewerb Silber und 2006 in Melbourne abermals Silber, diesmal mit Shipman im 3-m-Synchronspringen. Die beste Platzierung bei einer Weltmeisterschaft erreichte Ally 2001 in Fukuoka. Er wurde mit Shipman Vierter im 3-m-Synchronspringen und Achter im Einzel vom 3-m-Brett.
Ally gewann bereits im Alter von zwölf Jahren seinen ersten nationalen Titel. Im Jahr 1998 erlitt er bei einem Motorradunfall schwere Verletzungen am rechten Arm und musste eine fast einjährige Wettkampfpause einlegen.
Er beendete im Jahr 2006 seine Karriere im Wasserspringen und strebte anschließend eine Karriere als Profiboxer an.